# 嘉会镇 (恭城县)
嘉会乡，是中华人民共和国广西壮族自治区桂林市恭城瑶族自治县下辖的一个乡镇级行政单位。

## 行政区划
嘉会乡下辖以下地区：
嘉会街社区、白燕村、共和村、太平村、嘉会村、吉山村、豸游村、苏陂村、西南村、秧家村、泗安村、松林村、大山村和白羊村。